# Отруєння в Еймсбері (2018)
Отруєння в Еймсбері — трагічний випадок з двома цивільними громадянами Великої Британії, який стався наприкінці червня 2018 року в місті Еймсбері і був кваліфікований як отруєння речовиною нервово-паралітичної дії сімейства «Новичок». Постраждали Дон Стюрджесс (англ. Dawn Sturgess) та Чарлі Ровлі (англ. Charlie Rowley). 8 липня Дон Стюрджесс внаслідок отруєння померла.
Британські слідчі підозрюють двох російських громадян зі складу ГРУ ГШ РФ у безпосередньому вчинені замаху на Скрипалів. У Велику Британію вони потрапили з дійсними російськими паспортами, але, видані, ймовірно, під вигадані імена — Олександр Петров та Руслан Боширов. Учасники групи Bellingcat встановили, що останній — полковник ГРУ РФ Анатолій Чепига.

## Перебіг подій
30 червня 2018 року у місті Еймсбері, що розташоване у 11 км від Солсбері, після контакту з предметом, який містив «Новачок» або його залишки цивільні громадяни, Дон Стюрджесс (англ. Dawn Sturgess, мати трьох дітей, вік 44 роки) та Чарлі Ровлі (англ. Charlie Rowley, вік 45 років) стали відчувати себе зле і були доставлені у шпиталь. Знайдений на вулиці флакон з невідомою речовиною жінка прийняла за парфуми та нанесла його вміст собі на руки та обличчя.
Внаслідок отруєння 8 липня Дон Стюрджесс загинула, її загибель була кваліфікована як убивство і поліція розпочала слідство. Чарлі Ровлі, її партнер, залишається у критично тяжкому стані у лікарні.
Імовірно, пара випадково натрапила на ємність, використану зловмисниками при спробі отруєння Скрипалів, проте поліції не вдалось знайти цей предмет.
10 липня 2018 року стало відомо, що Чарлі Ровлі досі залишається в критичному стані, хоча його здоров'я трохи поліпшилось і він при тямі.
У середу, 11 липня, в помешканні Чарлі Ровлі слідчим вдалось знайти ємність (невелику пляшку) в якій знаходилась отруйна речовина «новачок», якою отруїлась пара. Знайдена речовина була відправлена у лабораторію на аналіз аби встановити, чи це та сама порція, якою був отруєний Сергій Скрипаль з донькою.
15 липня брат постраждалого повідомив, що отрута знаходилась у флаконі з-під парфумів, який був підібраний постраждалим.
20 липня Чарлі Ровлі було виписано з лікарні, за ствердженням медиків його життю нічого не загрожує.

## Реакція
Міністр оборони Великої Британії Гевін Вільямсон звинуватив Росію у загибелі британки Дон Стерджесс: «Проста дійсність така, що дії Росії призвели до смерті британської громадянки». Голова МВС Британії  Саджид Джавід також зажадав пояснень від Росії та заявив, що «наші міста - не місце для розповсюдження отрути».
Міністр закордонних справ Австралії Джулі Бішоп «глибоко засмучена» через загибель Дон Стюрджесс. «Росія повинна пояснити, яким чином „Новічок“ з'явився у Сполученому Королівстві», — сказала австралійський посадовець. За словами очільниці зовнішньополітичного відомства Австралії, РФ також повинна оприлюднити стан своїх запасів «Новічка» — речовини нервово-паралітичної дії російського виробництва бойового класу.